# Вогні Баку
«Вогні Баку» — азербайджанський радянський художній фільм 1950 року. На екрани випущений не був. Прем'єра фільму в скороченому вигляді (з вирізаною роллю Л. П. Берії) відбулася лише 16 лютого 1958 року. У 1968 році фільм був підданий черговій ревізії — цього разу з нього зник Й. В. Сталін.

## Сюжет
Події відбуваються з 1930-х до кінця 1940-х. В цей час нафтопромисли були оснащені новим обладнанням, проходили випробування з видобутку нафти у відкритому морі. Нафтовики самовіддано трудилися, щоб забезпечити пальним фронт. Заключні кадри фільму — перші повоєнні роки, в Баку запалюються вогні нових нафтових свердловин.

## У ролях
- Мірза Алієв — Алі-Бала Алієв, буровий майстер (озвучив Олександр Борисов)
- Марзія Давудова — Ана-Ханум, дружина Алі-Бала Алієва
- Микола Охлопков — Федір Якович Шатров, інженер
- Наджиба Мелікова — Мірварід, дочка Алі-Бала Алієва (озвучила Надія Чередниченко)
- Ісмаїл Ель-Огли — Фуад Садихов, інженер
- Микола Крючков — Іван Парамонов, нафтовик
- Петро Аржанов — Фернандо Гарсія, геолог
- Серке Кожамкулов — Кадир Киримкул, буровий майстер з Казахстану
- Михайло Геловані — Й. В. Сталін (озвучив Володимир Татосов)
- Микола Мордвинов — Берія
- Володимир Гардін — Верфільд, нафтопромисловець
- Віктор Станіцин — Черчілль
- Хосров Меліков — нафтовик
- Мухліс Джані-Заде — Кара, нафтовик (озвучив Володимир Балашов)
- Георгій Георгіу — член британської місії
- Рза Тахмасіб — Міджафар Багіров
- Олександр Шатов — Чарльз Семмер, геолог
- Еммануїл Геллер — офіціант
- Мінавар Калантарлі — епізод
- Азіза Мамедова — епізод
- Хайрі Емір-Заде — епізод
- Борис Кудряшов — епізод
- Василь Бокарєв — англієць
- Ольга Шахова — тітка Паша
- Василь Ординський — епізод

## Знімальна група
- Режисери — Олександр Зархі, Рза Тахмасіб, Йосип Хейфіц
- Сценаристи — Григорій Колтунов, Євген Помєщиков, Йосип Хейфіц
- Оператор — Гавриїл Єгіазаров
- Композитор — Кара Караєв
- Художник — Михайло Юферов